# HD106261
HD106261 — хімічно пекулярна зоря спектрального класу
B3 й має видиму зоряну величину в смузі V приблизно  7,9.

## Пекулярний хімічний склад
Зоряна атмосфера HD106261 має підвищений вміст 
Si
.